# Blaiseron
Der Blaiseron ist ein Fluss in Frankreich, der im Département Haute-Marne in der Region Grand Est verläuft. Er entspringt im Gemeindegebiet von Ambonville, entwässert generell Richtung Nordwest und mündet nach rund 20 Kilometern im Gemeindegebiet von Courcelles-sur-Blaise als rechter Nebenfluss in die Blaise.

## Orte am Fluss
(Reihenfolge in Fließrichtung)
- Ambonville
- Leschères-sur-le-Blaiseron
- Flammerécourt
- Brachay
- Charmes-en-l’Angle
- Charmes-la-Grande
- Baudrecourt
- Courcelles-sur-Blaise